# Bodhan
Bodhan ist eine Stadt im indischen Bundesstaat Telangana.
Die Stadt ist Teil des Distrikts Nizamabad. Bodhan hat den Status einer Municipality. Die Stadt ist in 35 Wards gegliedert. Sie hatte am Stichtag der Volkszählung 2011 77.573 Einwohner, von denen 38.651 Männer und 38.922 Frauen waren. Die Alphabetisierungsrate lag 2011 bei 74,3 % und damit leicht unter dem nationalen Durchschnitt für Städte. Muslime bilden mit einem Anteil von etwas über 50 % die Mehrheit der Bevölkerung in der Stadt. Hindus bilden mit einem Anteil von ca. 47 % eine Minderheit.